# Saucesito
Saucesito es una localidad peruana ubicada en el distrito de Marcavelica, perteneciente a la provincia de Sullana del departamento de Piura, al norte del Perú.

## Demografía
En el 2017 Saucecito tenía una población de 5 habitantes.
| Gráfica de evolución demográfica de Saucesito entre 1993 y 2017 |
|                                                                 |
| Fuentes: Población 1993 y 2017                                  |